# Thomas Roithner
Thomas Roithner (* 1971) ist ein österreichischer Friedensforscher und ausgebildeter Sozial- und Wirtschaftswissenschaftler.

## Leben
Er arbeitet als Privatdozent für Politikwissenschaft an der Universität Wien. Schwerpunkte seiner Forschung, Lehre und journalistischen Tätigkeit sind u. a. die Sicherheits-, Verteidigungs- und Friedenspolitik der EU und Österreichs, Neutralität, atomare Rüstungspolitik oder globale Machtverschiebungen.
Thomas Roithner ist mit Pete Hämmerle Kampagnenleiter für die Einführung eines Zivilen Friedensdienstes in Österreich. Die Prüfung des Zivilen Friedensdienstes fand im Jänner 2020 Eingang in das österreichische Regierungsprogramm.

## Publikationen (Auswahl)
- mit Karin Bock-Leitert (Hrsg.): Der Preis des Krieges. Gespräche über die Zusammenhänge von Wirtschaft und Krieg. Münster 2010.
- Österreichisches Studienzentrum für Frieden und Konfliktlösung (Hrsgg.), Projektleitung: Thomas Roithner: Krieg im Abseits. „Vergessene Kriege“ zwischen Schatten und Licht oder das Duell im Morgengrauen um Ökonomie, Medien und Politik. Dialog 60 – Beiträge zur Friedensforschung, Lit-Verlag, Münster / Berlin / Wien 2011.
- mit Johann Frank und Eva Huber (Hrsg.): Wieviel Sicherheit braucht der Friede? Zivile und militärische Näherungen zur österreichischen Sicherheitsstrategie. Lit-Verlag, Berlin / Wien 2013.
- mit Johann Frank und Eva Huber (Hrsg.): Werte, Waffen, Wirtschaftsmacht. Wohin steuert die EU-Friedens- und Sicherheitspolitik? Lit-Verlag, Berlin/Wien 2014.
- Schöne Götterfunken? Sicherheitsinteressen, aktive Friedenspolitik, die internationale Unordnung und die militärische Entwicklung der EU. Wien 2015.
- mit Ursula Gamauf-Eberhardt (Hrsg.): Am Anfang war die Vision vom Frieden. Wegweiser in eine Zukunft jenseits von Krieg und Gewalt. Festschrift zum 90. Geburtstag von Gerald Mader. Verlag Kremayr & Scheriau, Wien 2016.
- Märkte, Macht und Muskeln. Die Außen-, Sicherheits- und Friedenspolitik Österreich und der Europäischen Union. Wien 2017.
- Europa Macht Frieden. Sieben konstruktive und grunderneuernde Näherungen. Robert Jungk-Bibliothek für Zukunftsfragen, Reihe JBZ Arbeitspapiere I 41, Verlag Jungk-Bibliothek für Zukunftsfragen, Salzburg 2018.
- Sicherheit, Supermacht und Schießgewähr. Krieg und Frieden am Globus, in Europa und Österreich. Wien 2018.
- Verglühtes Europa? Alternativen zur Militär- und Rüstungsunion. Vorschläge aktiver Friedenspolitik. Wien 2019 und als 2. Auflage Wien 2020.
- Flinte, Faust und Friedensmacht. Außen-, Sicherheits- und Friedenspolitik Österreichs und der EU. Wien 2020.
- Pistole, Panzer, Pandemie. Plädoyer für einen Paradigmenwechsel in der Außen-, Sicherheits- und Friedenspolitik Österreichs und der EU. Wien 2022.